# Marquinhos Paraná
Marquinhos Paraná (født 20. juli 1977) er en brasiliansk fodboldspiller.